# Ratpenat cuallarg europeu
El ratpenat cuallarg europeu (Tadarida teniotis) és, després del nòctul gegant, el ratpenat més gros dels Països Catalans i també el més fàcil d'identificar, ja que, a diferència dels altres, la meitat de la cua sobresurt del patagi i d'això li ve el nom.

## Descripció
Són molt característiques les seves orelles: grans i amples, es projecten cap endavant fins a gairebé tapar els ulls i, semblantment a com ocorre en les ratapinyades orelludes i en la de bosc, queden unides a nivell de la base. Com que es disposen mig replegades, vistes de perfil semblen allargades, però si s'estenen es veu que en realitat tenen forma arrodonida. Van proveïdes d'un tragus petit i quadrangular, difícil de veure.
El llavi superior, gros i carnós, és solcat per arrugues profundes disposades verticalment.
Les ales són llargues i estretes, formades per una membrana gruixuda i als dits dels peus hi té uns pèls rígids.
El pelatge és curt i suau, de color gris negrós amb reflexos marronosos, més clar per la part ventral que per la dorsal. Les orelles i la membrana alar tenen una tonalitat molt semblant.
Dimensions corporals: cap + cos (80 - 92 mm), cua (44 -57 mm), avantbraç (57 -65 mm) i envergadura alar (410 -450 mm).
Pes: 25 - 50 g

## Hàbitat
Qualsevol lloc on pugui trobar un amagatall adequat entre les esquerdes de les roques en cingles, espadats, coves i altres llocs inaccessibles, o bé entre els blocs de pedra de les construccions humanes i, més rarament, en els forats dels arbres.

## Distribució geogràfica
Viu a la península Ibèrica, França, el Marroc, Algèria, Tunísia, Líbia, Israel, Jordània, Aràbia Saudita, l'Iran, l'Iraq, l'Azerbaidjan, Turkmenistan, Tadjikistan, Kirguizstan, Afganistan, l'Índia, Xina (Yunnan), Indonèsia, Madeira, Mallorca i les illes Canàries.

## Costums
Normalment en cada esquerda es refugien entre un i cinc individus, però en alguna ocasió se n'han vist fins a una vintena, sempre separats els uns dels altres, mai en contacte.
Quan ja és fosc, surt a caçar en espais oberts, amb un vol alt, ràpid i rectilini.
No entra en letargia, però els dies més freds de l'hivern pot optar per no sortir del seu amagatall en tota la nit.
Aquest ratpenat és un animal robust capaç de suportar l'escassesa d'aigua i d'aliments i les temperatures extremes.

## Subespècies
- Tadarida teniotis rueppelli
- Tadarida teniotis teniotis

## Espècies semblants
La cua que sobresurt considerablement del patagi i les orelles grosses i carnoses la fan clarament identificable entre les altres espècies de ratpenat.